# Emmy do Primetime de melhor ator numa série de comédia
O Prêmio Emmy de melhor ator em uma série de comédia é um dos prêmios oferecidos durante a realização do Emmy Awards.

## Ganhadores e indicados

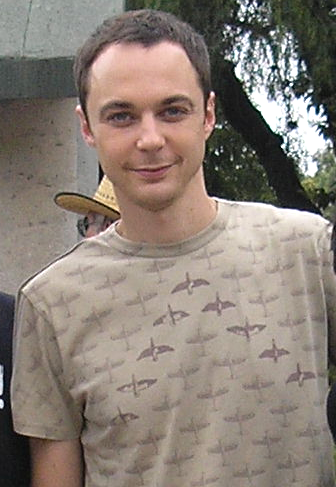
Jim Parsons, premiado em 2010, 2011, 2013 e 2014.
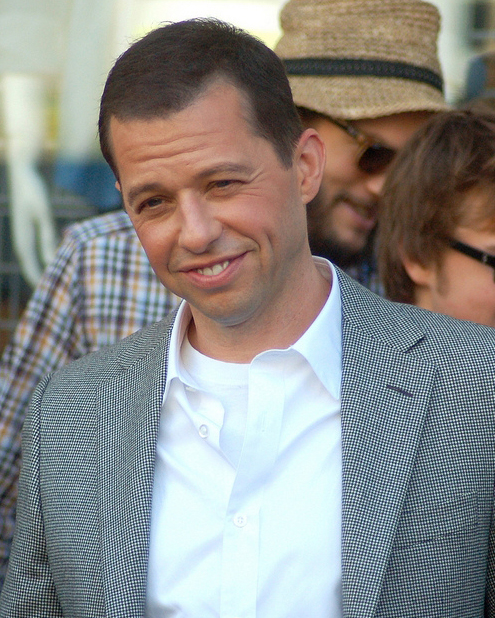
Jon Cryer, premiado em 2012.
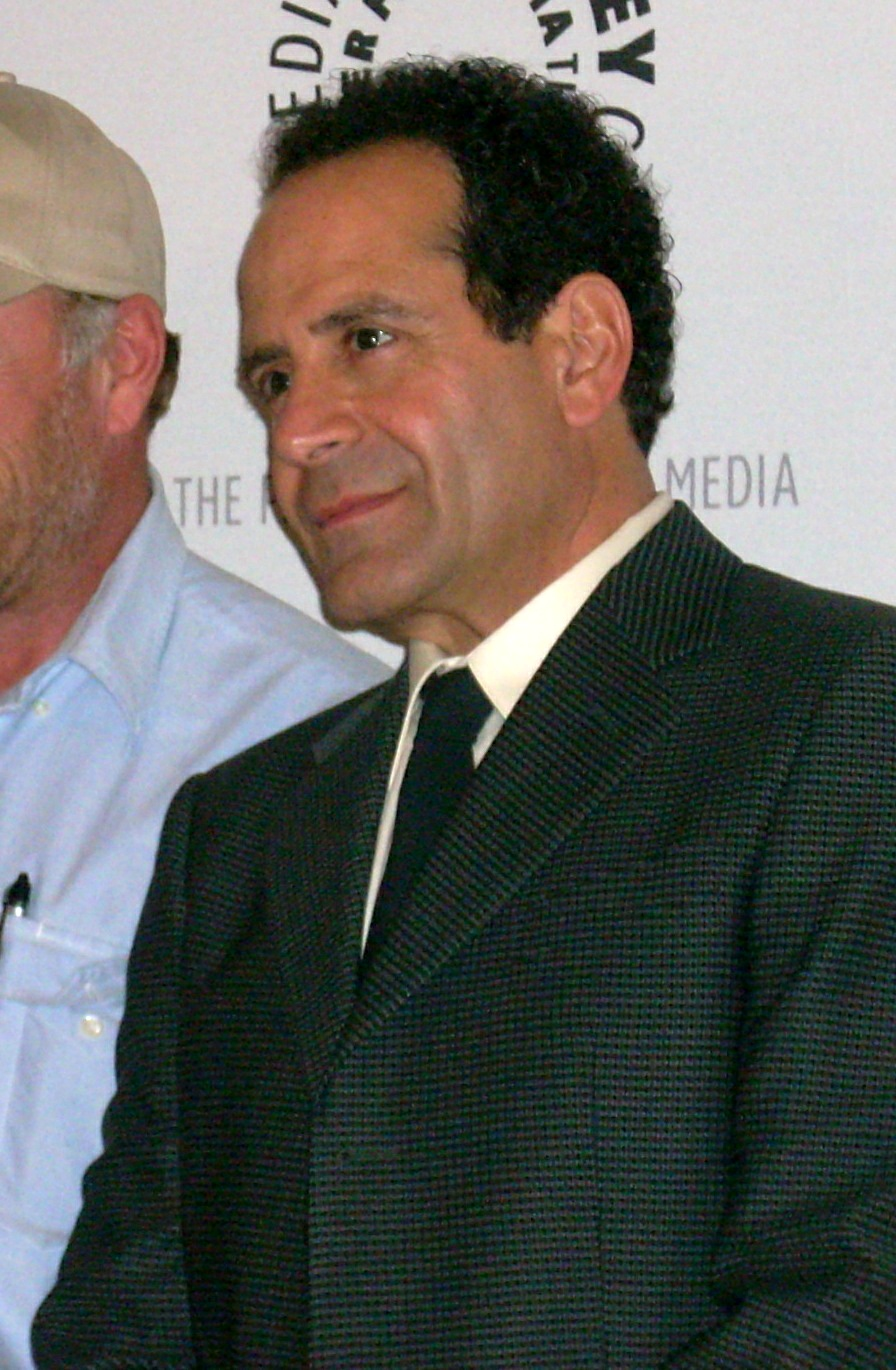
Tony Shalhoub, premiado em 2003, 2005 e 2006.
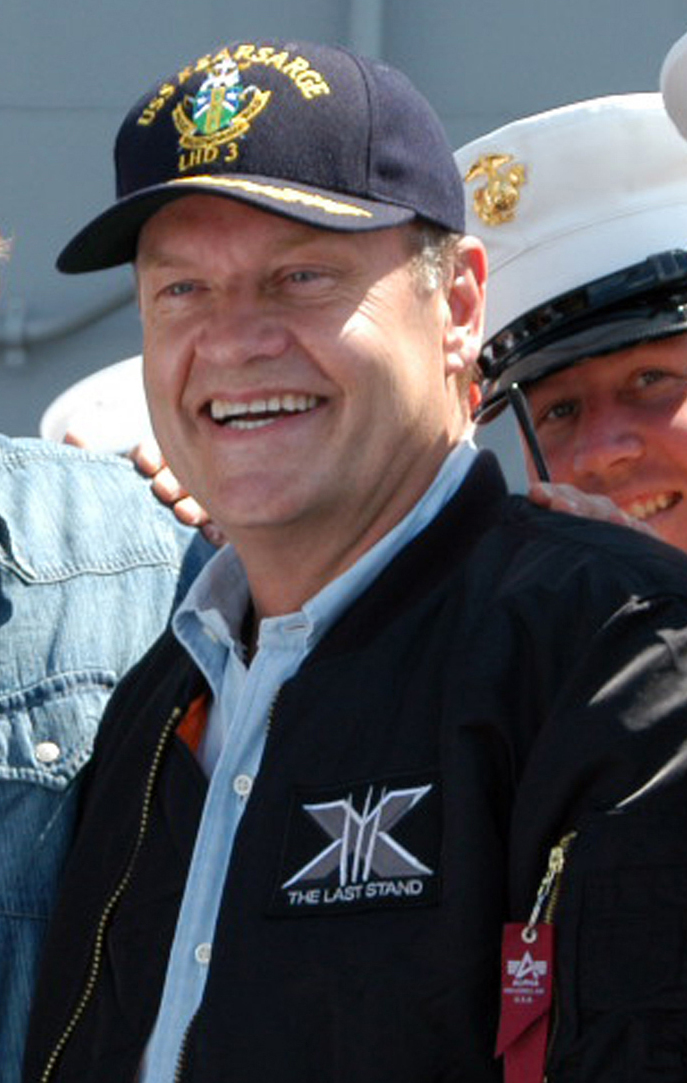
Kelsey Grammer, premiado em 1994, 1995, 1998 e 2004.
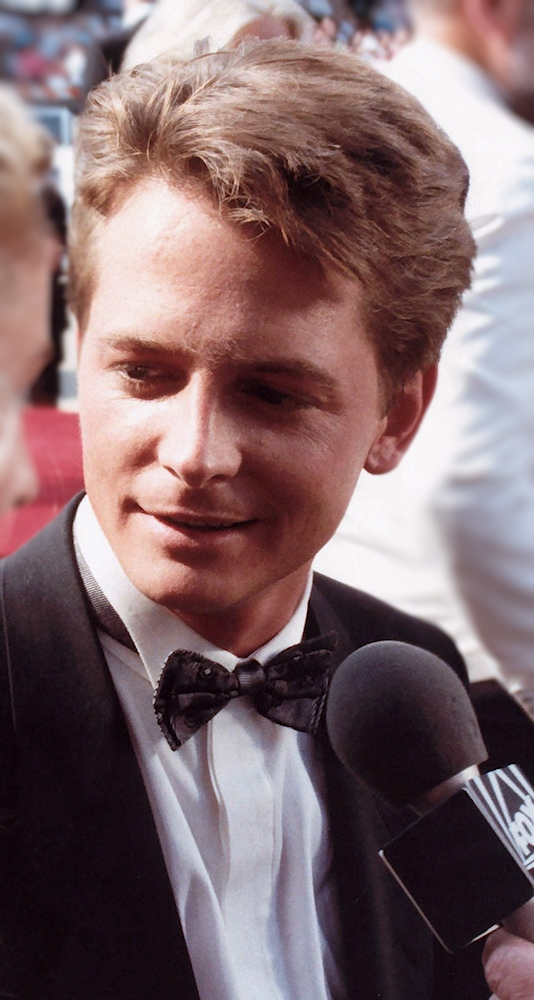
Michael J. Fox, premiado em 1986, 1987, 1988 e 2000.
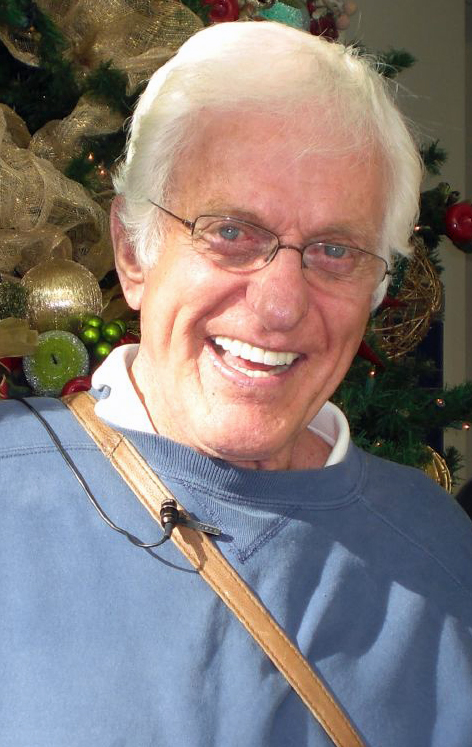
Dick Van Dyke, premiado em 1964, 1965 e 1966.

### 1960s
| Ano              | Ator                    | Programa                | Personagem | Canal |
| ---------------- | ----------------------- | ----------------------- | ---------- | ----- |
| 1966             |                         |                         |            |       |
| Dick Van Dyke    | The Dick Van Dyke Show  | Rob Petrie              | CBS        |       |
| Don Adams        | Get Smart               | Maxwell Smart           | NBC        |       |
| Bob Crane        | Hogan's Heroes          | Colonel Robert E. Hogan | CBS        |       |
| 1967             |                         |                         |            |       |
| Don Adams        | Get Smart               | Maxwell Smart           | NBC        |       |
| Bob Crane        | Hogan's Heroes          | Colonel Robert E. Hogan | CBS        |       |
| Brian Keith      | Family Affair           | Bill Davis              | CBS        |       |
| Larry Storch     | F Troop                 | Corporal Randolph Agarn | ABC        |       |
| 1968             |                         |                         |            |       |
| Don Adams        | Get Smart               | Maxwell Smart           | NBC        |       |
| Richard Benjamin | He & She                | Dick Hollister          | CBS        |       |
| Sebastian Cabot  | Family Affair           | Giles French            | CBS        |       |
| Brian Keith      | Family Affair           | Bill Davis              | CBS        |       |
| Dick York        | Bewitched               | Darrin Stephens         | ABC        |       |
| 1969             |                         |                         |            |       |
| Don Adams        | Get Smart               | Maxwell Smart           | NBC        |       |
| Brian Keith      | Family Affair           | Bill Davis              | CBS        |       |
| Edward Mulhare   | The Ghost and Mrs. Muir | Captain Daniel Gregg    | NBC        |       |
| Lloyd Nolan      | Julia                   | Dr. Morton Chegley      | NBC        |       |

### 1970s
| Ano              | Ator                            | Programa                   | Personagem | Canal |
| ---------------- | ------------------------------- | -------------------------- | ---------- | ----- |
| 1970             |                                 |                            |            |       |
| William Windom   | My World and Welcome to It      | John Monroe                | NBC        |       |
| Bill Cosby       | The Bill Cosby Show             | Chet Kincaid               | NBC        |       |
| Lloyd Haynes     | Room 222                        | Pete Dixon                 | ABC        |       |
| 1971             |                                 |                            |            |       |
| Jack Klugman     | The Odd Couple                  | Oscar Madison              | ABC        |       |
| Ted Bessell      | That Girl                       | Donald Hollinger           | ABC        |       |
| Bill Bixby       | The Courtship of Eddie's Father | Tom Corbett                | ABC        |       |
| Carroll O'Connor | All in the Family               | Archie Bunker              | CBS        |       |
| Tony Randall     | The Odd Couple                  | Felix Unger                | ABC        |       |
| 1972             |                                 |                            |            |       |
| Carroll O'Connor | All in the Family               | Archie Bunker              | CBS        |       |
| Redd Foxx        | Sanford and Son                 | Fred Sanford               | NBC        |       |
| Jack Klugman     | The Odd Couple                  | Oscar Madison              | ABC        |       |
| Tony Randall     | The Odd Couple                  | Felix Unger                | ABC        |       |
| 1973             |                                 |                            |            |       |
| Jack Klugman     | The Odd Couple                  | Oscar Madison              | ABC        |       |
| Alan Alda        | M*A*S*H                         | Hawkeye Pierce             | CBS        |       |
| Redd Foxx        | Sanford and Son                 | Fred Sanford               | NBC        |       |
| Carroll O'Connor | All in the Family               | Archie Bunker              | CBS        |       |
| Tony Randall     | The Odd Couple                  | Felix Unger                | ABC        |       |
| 1974             |                                 |                            |            |       |
| Alan Alda        | M*A*S*H                         | Hawkeye Pierce             | CBS        |       |
| Redd Foxx        | Sanford and Son                 | Fred Sanford               | NBC        |       |
| Jack Klugman     | The Odd Couple                  | Oscar Madison              | ABC        |       |
| Carroll O'Connor | All in the Family               | Archie Bunker              | CBS        |       |
| Tony Randall     | The Odd Couple                  | Felix Unger                | ABC        |       |
| 1975             |                                 |                            |            |       |
| Tony Randall     | The Odd Couple                  | Felix Unger                | ABC        |       |
| Jack Albertson   | Chico and the Man               | Ed Brown                   | NBC        |       |
| Alan Alda        | M*A*S*H                         | Hawkeye Pierce             | CBS        |       |
| Jack Klugman     | The Odd Couple                  | Oscar Madison              | ABC        |       |
| Carroll O'Connor | All in the Family               | Archie Bunker              | CBS        |       |
| 1976             |                                 |                            |            |       |
| Jack Albertson   | Chico and the Man               | Ed Brown                   | NBC        |       |
| Alan Alda        | M*A*S*H                         | Hawkeye Pierce             | CBS        |       |
| Hal Linden       | Barney Miller                   | Barney Miller              | ABC        |       |
| Henry Winkler    | Happy Days                      | Arthur "Fonzie" Fonzarelli | ABC        |       |
| 1977             |                                 |                            |            |       |
| Carroll O'Connor | All in the Family               | Archie Bunker              | CBS        |       |
| Jack Albertson   | Chico and the Man               | Ed Brown                   | NBC        |       |
| Alan Alda        | M*A*S*H                         | Hawkeye Pierce             | CBS        |       |
| Hal Linden       | Barney Miller                   | Barney Miller              | ABC        |       |
| Henry Winkler    | Happy Days                      | Arthur "Fonzie" Fonzarelli | ABC        |       |
| 1978             |                                 |                            |            |       |
| Carroll O'Connor | All in the Family               | Archie Bunker              | CBS        |       |
| Alan Alda        | M*A*S*H                         | Hawkeye Pierce             | CBS        |       |
| Hal Linden       | Barney Miller                   | Barney Miller              | ABC        |       |
| John Ritter      | Three's Company                 | Jack Tripper               | ABC        |       |
| Henry Winkler    | Happy Days                      | Arthur "Fonzie" Fonzarelli | ABC        |       |
| 1979             |                                 |                            |            |       |
| Carroll O'Connor | All in the Family               | Archie Bunker              | CBS        |       |
| Alan Alda        | M*A*S*H                         | Hawkeye Pierce             | CBS        |       |
| Judd Hirsch      | Taxi                            | Alex Reiger                | ABC        |       |
| Hal Linden       | Barney Miller                   | Barney Miller              | ABC        |       |
| Robin Williams   | Mork & Mindy                    | Mork                       | ABC        |       |

### 1980s
| Ano              | Ator                   | Programa             | Personagem | Canal |
| ---------------- | ---------------------- | -------------------- | ---------- | ----- |
| 1980             |                        |                      |            |       |
| Richard Mulligan | Soap                   | Burt Campbell        | ABC        |       |
| Alan Alda        | M*A*S*H                | Hawkeye Pierce       | CBS        |       |
| Robert Guillaume | Benson                 | Benson DuBois        | ABC        |       |
| Judd Hirsch      | Taxi                   | Alex Reiger          | ABC        |       |
| Hal Linden       | Barney Miller          | Barney Miller        | ABC        |       |
| 1981             |                        |                      |            |       |
| Judd Hirsch      | Taxi                   | Alex Reiger          | ABC        |       |
| Alan Alda        | M*A*S*H                | Hawkeye Pierce       | CBS        |       |
| Hal Linden       | Barney Miller          | Barney Miller        | ABC        |       |
| Richard Mulligan | Soap                   | Burt Campbell        | ABC        |       |
| John Ritter      | Three's Company        | Jack Tripper         | ABC        |       |
| 1982             |                        |                      |            |       |
| Alan Alda        | M*A*S*H                | Hawkeye Pierce       | CBS        |       |
| Robert Guillaume | Benson                 | Benson DuBois        | ABC        |       |
| Judd Hirsch      | Taxi                   | Alex Reiger          | ABC        |       |
| Hal Linden       | Barney Miller          | Barney Miller        | ABC        |       |
| Leslie Nielsen   | Police Squad!          | Frank Drebin         | ABC        |       |
| 1983             |                        |                      |            |       |
| Judd Hirsch      | Taxi                   | Alex Reiger          | NBC        |       |
| Alan Alda        | M*A*S*H                | Hawkeye Pierce       | CBS        |       |
| Dabney Coleman   | Buffalo Bill           | Bill Bittinger       | NBC        |       |
| Ted Danson       | Cheers                 | Sam Malone           | NBC        |       |
| Robert Guillaume | Benson                 | Benson DuBois        | ABC        |       |
| 1984             |                        |                      |            |       |
| John Ritter      | Three's Company        | Jack Tripper         | ABC        |       |
| Dabney Coleman   | Buffalo Bill           | Bill Bittinger       | NBC        |       |
| Ted Danson       | Cheers                 | Sam Malone           | NBC        |       |
| Robert Guillaume | Benson                 | Benson DuBois        | ABC        |       |
| Sherman Hemsley  | The Jeffersons         | George Jefferson     | CBS        |       |
| 1985             |                        |                      |            |       |
| Robert Guillaume | Benson                 | Benson DuBois        | ABC        |       |
| Harry Anderson   | Night Court            | Judge Harry Stone    | NBC        |       |
| Ted Danson       | Cheers                 | Sam Malone           | NBC        |       |
| Bob Newhart      | Newhart                | Dick Loudon          | CBS        |       |
| Jack Warden      | Crazy Like a Fox       | Harry Fox            | CBS        |       |
| 1986             |                        |                      |            |       |
| Michael J. Fox   | Family Ties            | Alex P. Keaton       | NBC        |       |
| Harry Anderson   | Night Court            | Judge Harry Stone    | NBC        |       |
| Ted Danson       | Cheers                 | Sam Malone           | NBC        |       |
| Bob Newhart      | Newhart                | Dick Loudon          | CBS        |       |
| Jack Warden      | Crazy Like a Fox       | Harry Fox            | CBS        |       |
| 1987             |                        |                      |            |       |
| Michael J. Fox   | Family Ties            | Alex P. Keaton       | NBC        |       |
| Harry Anderson   | Night Court            | Judge Harry Stone    | NBC        |       |
| Ted Danson       | Cheers                 | Sam Malone           | NBC        |       |
| Bob Newhart      | Newhart                | Dick Loudon          | CBS        |       |
| Bronson Pinchot  | Perfect Strangers      | Balki Bartokomous    | ABC        |       |
| 1988             |                        |                      |            |       |
| Michael J. Fox   | Family Ties            | Alex P. Keaton       | NBC        |       |
| Dabney Coleman   | The Slap Maxwell Story | Slap Maxwell         | ABC        |       |
| Ted Danson       | Cheers                 | Sam Malone           | NBC        |       |
| Tim Reid         | Frank's Place          | Frank Parrish        | CBS        |       |
| John Ritter      | Hooperman              | Det. Harry Hooperman | ABC        |       |
| 1989             |                        |                      |            |       |
| Richard Mulligan | Empty Nest             | Dr. Harry Weston     | NBC        |       |
| Ted Danson       | Cheers                 | Sam Malone           | NBC        |       |
| Michael J. Fox   | Family Ties            | Alex P. Keaton       | NBC        |       |
| John Goodman     | Roseanne               | Dan Conner           | ABC        |       |
| Fred Savage      | The Wonder Years       | Kevin Arnold         | ABC        |       |

### 1990s
| Ano              | Ator                      | Programa          | Personagem | Canal |
| ---------------- | ------------------------- | ----------------- | ---------- | ----- |
| 1990             |                           |                   |            |       |
| Ted Danson       | Cheers                    | Sam Malone        | NBC        |       |
| John Goodman     | Roseanne                  | Dan Conner        | ABC        |       |
| Richard Mulligan | Empty Nest                | Dr. Harry Weston  | NBC        |       |
| Craig T. Nelson  | Coach                     | Hayden Fox        | ABC        |       |
| Fred Savage      | The Wonder Years          | Kevin Arnold      | ABC        |       |
| 1991             |                           |                   |            |       |
| Burt Reynolds    | Evening Shade             | Wood Newton       | CBS        |       |
| Ted Danson       | Cheers                    | Sam Malone        | NBC        |       |
| John Goodman     | Roseanne                  | Dan Conner        | ABC        |       |
| Richard Mulligan | Empty Nest                | Dr. Harry Weston  | NBC        |       |
| Craig T. Nelson  | Coach                     | Hayden Fox        | ABC        |       |
| 1992             |                           |                   |            |       |
| Craig T. Nelson  | Coach                     | Hayden Fox        | ABC        |       |
| Ted Danson       | Cheers                    | Sam Malone        | NBC        |       |
| John Goodman     | Roseanne                  | Dan Conner        | ABC        |       |
| Kelsey Grammer   | Wings                     | Dr. Frasier Crane | NBC        |       |
| Burt Reynolds    | Evening Shade             | Wood Newton       | CBS        |       |
| Jerry Seinfeld   | Seinfeld                  | Jerry Seinfeld    | NBC        |       |
| 1993             |                           |                   |            |       |
| Ted Danson       | Cheers                    | Sam Malone        | NBC        |       |
| Tim Allen        | Home Improvement          | Tim Taylor        | ABC        |       |
| John Goodman     | Roseanne                  | Dan Conner        | ABC        |       |
| Jerry Seinfeld   | Seinfeld                  | Jerry Seinfeld    | NBC        |       |
| Garry Shandling  | The Larry Sanders Show    | Larry Sanders     | HBO        |       |
| 1994             |                           |                   |            |       |
| Kelsey Grammer   | Frasier                   | Dr. Frasier Crane | NBC        |       |
| John Goodman     | Roseanne                  | Dan Conner        | ABC        |       |
| John Larroquette | The John Larroquette Show | John Hemingway    | NBC        |       |
| Paul Reiser      | Mad About You             | Paul Buchman      | NBC        |       |
| Jerry Seinfeld   | Seinfeld                  | Jerry Seinfeld    | NBC        |       |
| 1995             |                           |                   |            |       |
| Kelsey Grammer   | Frasier                   | Dr. Frasier Crane | NBC        |       |
| John Goodman     | Roseanne                  | Dan Conner        | ABC        |       |
| Paul Reiser      | Mad About You             | Paul Buchman      | NBC        |       |
| Jerry Seinfeld   | Seinfeld                  | Jerry Seinfeld    | NBC        |       |
| Garry Shandling  | The Larry Sanders Show    | Larry Sanders     | HBO        |       |
| 1996             |                           |                   |            |       |
| John Lithgow     | 3rd Rock from the Sun     | Dick Solomon      | NBC        |       |
| Kelsey Grammer   | Frasier                   | Dr. Frasier Crane | NBC        |       |
| Paul Reiser      | Mad About You             | Paul Buchman      | NBC        |       |
| Jerry Seinfeld   | Seinfeld                  | Jerry Seinfeld    | NBC        |       |
| Garry Shandling  | The Larry Sanders Show    | Larry Sanders     | HBO        |       |
| 1997             |                           |                   |            |       |
| John Lithgow     | 3rd Rock from the Sun     | Dick Solomon      | NBC        |       |
| Michael J. Fox   | Spin City                 | Mike Flaherty     | ABC        |       |
| Kelsey Grammer   | Frasier                   | Dr. Frasier Crane | NBC        |       |
| Paul Reiser      | Mad About You             | Paul Buchman      | NBC        |       |
| Garry Shandling  | The Larry Sanders Show    | Larry Sanders     | HBO        |       |
| 1998             |                           |                   |            |       |
| Kelsey Grammer   | Frasier                   | Dr. Frasier Crane | NBC        |       |
| Michael J. Fox   | Spin City                 | Mike Flaherty     | ABC        |       |
| John Lithgow     | 3rd Rock from the Sun     | Dick Solomon      | NBC        |       |
| Paul Reiser      | Mad About You             | Paul Buchman      | NBC        |       |
| Garry Shandling  | The Larry Sanders Show    | Larry Sanders     | HBO        |       |
| 1999             |                           |                   |            |       |
| John Lithgow     | 3rd Rock from the Sun     | Dick Solomon      | NBC        |       |
| Michael J. Fox   | Spin City                 | Mike Flaherty     | ABC        |       |
| Kelsey Grammer   | Frasier                   | Dr. Frasier Crane | NBC        |       |
| Paul Reiser      | Mad About You             | Paul Buchman      | NBC        |       |
| Ray Romano       | Everybody Loves Raymond   | Ray Barone        | CBS        |       |

### 2000s
| Ano             | Ator                                          | Programa           | Personagem | Canal |
| --------------- | --------------------------------------------- | ------------------ | ---------- | ----- |
| 2000            |                                               |                    |            |       |
| Michael J. Fox  | Spin City                                     | Mike Flaherty      | ABC        |       |
| Kelsey Grammer  | Frasier                                       | Dr. Frasier Crane  | NBC        |       |
| John Lithgow    | 3rd Rock from the Sun                         | Dick Solomon       | NBC        |       |
| Eric McCormack  | Will & Grace                                  | Will Truman        | NBC        |       |
| Ray Romano      | Everybody Loves Raymond                       | Ray Barone         | CBS        |       |
| 2001            |                                               |                    |            |       |
| Eric McCormack  | Will & Grace                                  | Will Truman        | NBC        |       |
| Kelsey Grammer  | Frasier                                       | Dr. Frasier Crane  | NBC        |       |
| John Lithgow    | 3rd Rock from the Sun                         | Dick Solomon       | NBC        |       |
| Frankie Muniz   | Malcolm in the Middle                         | Malcolm Wilkerson  | Fox        |       |
| Ray Romano      | Everybody Loves Raymond                       | Ray Barone         | CBS        |       |
| 2002            |                                               |                    |            |       |
| Ray Romano      | Everybody Loves Raymond                       | Ray Barone         | CBS        |       |
| Kelsey Grammer  | Frasier                                       | Dr. Frasier Crane  | NBC        |       |
| Matt LeBlanc    | Friends                                       | Joey Tribbiani     | NBC        |       |
| Bernie Mac      | The Bernie Mac Show                           | Bernie McCullough  | Fox        |       |
| Matthew Perry   | Friends                                       | Chandler Bing      | NBC        |       |
| 2003            |                                               |                    |            |       |
| Tony Shalhoub   | Monk                                          | Adrian Monk        | USA        |       |
| Larry David     | Curb Your Enthusiasm                          | ele próprio        | HBO        |       |
| Matt LeBlanc    | Friends                                       | Joey Tribbiani     | NBC        |       |
| Bernie Mac      | The Bernie Mac Show                           | Bernie McCullough  | Fox        |       |
| Eric McCormack  | Will & Grace                                  | Will Truman        | NBC        |       |
| Ray Romano      | Everybody Loves Raymond                       | Ray Barone         | CBS        |       |
| 2004            |                                               |                    |            |       |
| Kelsey Grammer  | Frasier                                       | Dr. Frasier Crane  | NBC        |       |
| Larry David     | Curb Your Enthusiasm                          | ele próprio        | HBO        |       |
| Matt LeBlanc    | Friends                                       | Joey Tribbiani     | NBC        |       |
| John Ritter     | 8 Simple Rules for Dating My Teenage Daughter | Paul Hennessy      | ABC        |       |
| Tony Shalhoub   | Monk                                          | Adrian Monk        | USA        |       |
| 2005            |                                               |                    |            |       |
| Tony Shalhoub   | Monk                                          | Adrian Monk        | USA        |       |
| Jason Bateman   | Arrested Development                          | Michael Bluth      | Fox        |       |
| Zach Braff      | Scrubs                                        | John "J.D." Dorian | NBC        |       |
| Eric McCormack  | Will & Grace                                  | Will Truman        | NBC        |       |
| Ray Romano      | Everybody Loves Raymond                       | Ray Barone         | CBS        |       |
| 2006            |                                               |                    |            |       |
| Tony Shalhoub   | Monk                                          | Adrian Monk        | USA        |       |
| Steve Carell    | The Office                                    | Michael Scott      | NBC        |       |
| Larry David     | Curb Your Enthusiasm                          | ele próprio        | HBO        |       |
| Kevin James     | The King of Queens                            | Doug Heffernan     | CBS        |       |
| Charlie Sheen   | Two and a Half Men                            | Charlie Harper     | CBS        |       |
| 2007            |                                               |                    |            |       |
| Ricky Gervais   | Extras                                        | Andy Millman       | HBO        |       |
| Alec Baldwin    | 30 Rock                                       | Jack Donaghy       | NBC        |       |
| Steve Carell    | The Office                                    | Michael Scott      | NBC        |       |
| Tony Shalhoub   | Monk                                          | Adrian Monk        | USA        |       |
| Charlie Sheen   | Two and a Half Men                            | Charlie Harper     | CBS        |       |
| 2008            |                                               |                    |            |       |
| Alec Baldwin    | 30 Rock                                       | Jack Donaghy       | NBC        |       |
| Steve Carell    | The Office                                    | Michael Scott      | NBC        |       |
| Lee Pace        | Pushing Daisies                               | Ned                | ABC        |       |
| Tony Shalhoub   | Monk                                          | Adrian Monk        | USA        |       |
| Charlie Sheen   | Two and a Half Men                            | Charlie Harper     | CBS        |       |
| 2009            |                                               |                    |            |       |
| Alec Baldwin    | 30 Rock                                       | Jack Donaghy       | NBC        |       |
| Steve Carell    | The Office                                    | Michael Scott      | NBC        |       |
| Jemaine Clement | Flight of the Conchords                       | Jemaine            | HBO        |       |
| Jim Parsons     | The Big Bang Theory                           | Dr. Sheldon Cooper | CBS        |       |
| Tony Shalhoub   | Monk                                          | Adrian Monk        | USA        |       |
| Charlie Sheen   | Two and a Half Men                            | Charlie Harper     | CBS        |       |

### 2010s
| Ano                | Ator                  | Programa                           | Personagem  | Canal |
| ------------------ | --------------------- | ---------------------------------- | ----------- | ----- |
| 2010               |                       |                                    |             |       |
| Jim Parsons        | The Big Bang Theory   | Dr. Sheldon Cooper                 | CBS         |       |
| Alec Baldwin       | 30 Rock               | Jack Donaghy                       | NBC         |       |
| Steve Carell       | The Office            | Michael Scott                      | NBC         |       |
| Larry David        | Curb Your Enthusiasm  | ele próprio                        | HBO         |       |
| Matthew Morrison   | Glee                  | Will Schuester                     | Fox         |       |
| Tony Shalhoub      | Monk                  | Adrian Monk                        | USA         |       |
| 2011               |                       |                                    |             |       |
| Jim Parsons        | The Big Bang Theory   | Dr. Sheldon Cooper                 | CBS         |       |
| Alec Baldwin       | 30 Rock               | Jack Donaghy                       | NBC         |       |
| Steve Carell       | The Office            | Michael Scott                      | NBC         |       |
| Louis C.K.         | Louie                 | Louie                              | FX          |       |
| Johnny Galecki     | The Big Bang Theory   | Dr. Leonard Hofstadter             | CBS         |       |
| Matt LeBlanc       | Episodes              | Matt LeBlanc                       | Showtime    |       |
| 2012               |                       |                                    |             |       |
| Jon Cryer          | Two and a Half Men    | Dr. Alan Harper                    | CBS         |       |
| Alec Baldwin       | 30 Rock               | Jack Donaghy                       | NBC         |       |
| Louis C.K.         | Louie                 | Louie                              | FX          |       |
| Don Cheadle        | House of Lies         | Marty Kaan                         | Showtime    |       |
| Larry David        | Curb Your Enthusiasm  | ele próprio                        | HBO         |       |
| Jim Parsons        | The Big Bang Theory   | Dr. Sheldon Cooper                 | CBS         |       |
| 2013               |                       |                                    |             |       |
| Jim Parsons        | The Big Bang Theory   | Dr. Sheldon Cooper                 | CBS         |       |
| Alec Baldwin       | 30 Rock               | Jack Donaghy                       | NBC         |       |
| Jason Bateman      | Arrested Development  | Michael Bluth                      | Netflix     |       |
| Louis C.K.         | Louie                 | Louie                              | FX          |       |
| Don Cheadle        | House of Lies         | Marty Kaan                         | Showtime    |       |
| Matt LeBlanc       | Episodes              | Matt LeBlanc                       | Showtime    |       |
| 2014               |                       |                                    |             |       |
| Jim Parsons        | The Big Bang Theory   | Dr. Sheldon Cooper                 | CBS         |       |
| Ricky Gervais      | Derek                 | Derek Noakes                       | Netflix     |       |
| Louis C.K.         | Louie                 | Louie                              | FX          |       |
| Don Cheadle        | House of Lies         | Marty Kaan                         | Showtime    |       |
| Matt LeBlanc       | Episodes              | ele próprio                        | Showtime    |       |
| William H. Macy    | Shameless             | Frank Gallagher                    | Showtime    |       |
| 2015               |                       |                                    |             |       |
| Jeffrey Tambor     | Transparent           | Maura Pfefferman                   | Prime Video |       |
| Anthony Anderson   | Black-ish             | Andre "Dre" Johnson, Sr.           | ABC         |       |
| Louis C.K.         | Louie                 | Louie                              | FX          |       |
| Don Cheadle        | House of Lies         | Marty Kaan                         | Showtime    |       |
| Will Forte         | The Last Man on Earth | Phil Miller                        | Fox         |       |
| Matt LeBlanc       | Episodes              | ele próprio                        | Showtime    |       |
| William H. Macy    | Shameless             | Frank Gallagher                    | Showtime    |       |
| 2016               |                       |                                    |             |       |
| Jeffrey Tambor     | Transparent           | Maura Pfefferman                   | Prime Video |       |
| Anthony Anderson   | Black-ish             | Andre "Dre" Johnson, Sr.           | ABC         |       |
| Aziz Ansari        | Master of None        | Dev Shah                           | Netflix     |       |
| Will Forte         | The Last Man on Earth | Phil Miller                        | Fox         |       |
| William H. Macy    | Shameless             | Frank Gallagher                    | Showtime    |       |
| Thomas Middleditch | Silicon Valley        | Richard Hendricks                  | HBO         |       |
| 2017               |                       |                                    |             |       |
| Donald Glover      | Atlanta               | Earnest "Earn" Marks               | FX          |       |
| Anthony Anderson   | Black-ish             | Andre "Dre" Johnson, Sr.           | ABC         |       |
| Aziz Ansari        | Master of None        | Dev Shah                           | Netflix     |       |
| Zach Galifianakis  | Baskets               | Chip e Dale Baskets                | FX          |       |
| William H. Macy    | Shameless             | Frank Gallagher                    | Showtime    |       |
| Jeffrey Tambor     | Transparent           | Maura Pfefferman                   | Prime Video |       |
| 2018               |                       |                                    |             |       |
| Bill Hader         | Barry                 | Barry Berkman/Barry Block          | HBO         |       |
| Anthony Anderson   | Black-ish             | Andre "Dre" Johnson, Sr.           | ABC         |       |
| Ted Danson         | The Good Place        | Michael                            | NBC         |       |
| Larry David        | Curb Your Enthusiasm  | ele próprio                        | HBO         |       |
| Donald Glover      | Atlanta               | Earnest "Earn" Marks/Teddy Perkins | FX          |       |
| William H. Macy    | Shameless             | Frank Gallagher                    | Showtime    |       |
| 2019               |                       |                                    |             |       |
| Bill Hader         | Barry                 | Barry Berkman/Barry Block          | HBO         |       |
| Anthony Anderson   | Black-ish             | Andre "Dre" Johnson, Sr.           | ABC         |       |
| Ted Danson         | The Good Place        | Michael                            | NBC         |       |
| Michael Douglas    | The Kominsky Method   | Sandy Kominsky                     | Netflix     |       |
| Don Cheadle        | Black Monday          | Maurice "Mo" Monroe                | Showtime    |       |
| Eugene Levy        | Schitt's Creek        | Johnny Rose                        | Pop TV      |       |

### 2020s
| Ano                  | Ator                         | Programa                                | Personagem | Canal |
| -------------------- | ---------------------------- | --------------------------------------- | ---------- | ----- |
| 2020                 |                              |                                         |            |       |
| Eugene Levy          | Schitt's Creek               | Johnny Rose                             | Pop TV     |       |
| Anthony Anderson     | Black-ish                    | Andre "Dre" Johnson Sr.                 | ABC        |       |
| Don Cheadle          | Black Monday                 | Maurice "Mo" Monroe                     | Showtime   |       |
| Ted Danson           | The Good Place               | Michael                                 | NBC        |       |
| Michael Douglas      | The Kominsky Method          | Sandy Kominsky                          | Netflix    |       |
| Ramy Youssef         | Ramy                         | Ramy Hassan                             | Hulu       |       |
| 2021                 |                              |                                         |            |       |
| Jason Sudeikis       | Ted Lasso                    | Ted Lasso                               | Apple TV+  |       |
| Anthony Anderson     | Black-ish                    | Andrew "Dre" Johnson Sr.                | ABC        |       |
| William H. Macy      | Shameless                    | Frank Gallagher                         | Showtime   |       |
| Michael Douglas      | The Kominsky Method          | Sandy Kominsky                          | Netflix    |       |
| Kenan Thompson       | Kenan                        | Kenan Williams                          | NBC        |       |
| 2022                 |                              |                                         |            |       |
| Jason Sudeikis       | Ted Lasso                    | Ted Lasso                               | Apple TV+  |       |
| Donald Glover        | Atlanta                      | Earnest "Earn" Marks                    | FX         |       |
| Bill Hader           | Barry                        | Barry Berkman / Barry Block             | HBO        |       |
| Nicholas Hoult       | The Great                    | Pedro III da Rússia / Iemelian Pugachev | Hulu       |       |
| Steve Martin         | Only Murders in the Building | Charles-Haden Savage                    | Hulu       |       |
| Martin Short         | Only Murders in the Building | Oliver Putnam                           | Hulu       |       |
| 2023                 |                              |                                         |            |       |
| Jeremy Allen White   | The Bear                     | Carmen "Carmy" Berzatto                 | FX         |       |
| Bill Hader           | Barry                        | Barry Berkman / Barry Block             | HBO        |       |
| Jason Sudeikis       | Ted Lasso                    | Ted Lasso                               | Apple TV+  |       |
| Jason Segel          | Shrinking                    | Jimmy Laird                             | Apple TV+  |       |
| Martin Short         | Only Murders in the Building | Oliver Putnam                           | Hulu       |       |
| 2024                 |                              |                                         |            |       |
| Jeremy Allen White   | The Bear                     | Carmen "Carmy" Berzatto                 | FX         |       |
| Larry David          | Curb Your Enthusiasm         | ele mesmo                               | HBO        |       |
| Martin Short         | Only Murders in the Building | Oliver Putnam                           | Hulu       |       |
| Steve Martin         | Only Murders in the Building | Charles-Haden Savage                    | Hulu       |       |
| D'Pharaoh Woon-A-Tai | Reservation Dogs             | Bear Smallhill                          | FX         |       |
| Matt Berry           | What We Do in the Shadows    | Laszlo Cravensworth                     | FX         |       |

## Resumo

### Canais mais premiados
- NBC:  22
- CBS:  12
- ABC:  9
- USA:  3
- HBO:  1

### Os mais premiados
4 prêmios
- Michael J. Fox (3 consecutivos)
- Kelsey Grammer (2 consecutivos)
- Carroll O'Connor (3 consecutivos)
- Jim Parsons (2 consecutivos)

3 prêmios
- Don Adams (consecutivos)
- John Lithgow (2 consecutivos)
- Tony Shalhoub (2 consecutivos)

2 prêmios
- Alan Alda
- Alec Baldwin (consecutivos)
- Ted Danson
- Judd Hirsch
- Jack Klugman
- Richard Mulligan

### Os mais nomeados
| 11 nomeações - Alan Alda - Ted Danson - Kelsey Grammer 8 nomeações - Michael J. Fox - Carroll O'Connor - Tony Shalhoub 7 nomeações - Alec Baldwin - John Goodman - Matt LeBlanc - Hal Linden 6 nomeações - Steve Carell - John Lithgow - Jim Parsons - Paul Reiser - Ray Romano | 5 nomeações - Louis C.K. - Robert Cummings - Larry David - Robert Guillaume - Judd Hirsch - Jack Klugman - Richard Mulligan - Tony Randall - John Ritter - Jerry Seinfeld - Garry Shandling 4 nomeações - Don Adams - Don Cheadle - Eric McCormack - Charlie Sheen - Phil Silvers - Danny Thomas | 3 nomeações - Jack Albertson - Harry Anderson - Dabney Coleman - Redd Foxx - Jackie Gleason - Brian Keith - Craig T. Nelson - Bob Newhart - Dick Van Dyke - Henry Winkler - Robert Young 2 nomeações - Jason Bateman - Jack Benny - Sid Caesar - Bob Crane - Ricky Gervais - Bernie Mac - William H. Macy - Burt Reynolds - Fred Savage - Jack Warden |